# Rhyacophila cameroni
Rhyacophila cameroni är en nattsländeart som beskrevs av Banks 1931. Rhyacophila cameroni ingår i släktet Rhyacophila och familjen rovnattsländor. Inga underarter finns listade i Catalogue of Life.